# サマルカンド航空
サマルカンド航空（サマルカンドこうくう、ウズベク語: Samarqand Xavo Yo'llari / Самарканд Хаво Йуллари、英語: Samarkand Airways、ロシア語: Самаркандские авиалинии）は、ウズベキスタンのタシュケントを本拠地とする航空会社である。

## 概要
サマルカンド航空はアメリカ合衆国の企業とウズベキスタンのジョイントベンチャーによる有限責任会社として2005年8月に設立された。2005年11月10日、ウズベキスタンの航空機運用のための安全面の審査を受けた。
2005年12月19日、サマルカンド航空は国内便、国際便における貨物輸送に関するライセンスを取得、航空機運用を開始した。ICAO識別コードはUZS、IATA識別コードはC7/732となっている。
サマルカンド航空はアメリカ合衆国のケンタッキー州に本拠地を置く航空会社、「UMS LLC」とのジョイントベンチャー企業である。UMS LLCはウズベキスタン国内に事務所をおいており、ウズベキスタン外務省により公式に貿易・投資を行う企業として登録されている。サマルカンド航空は国内外19都市に貨物輸送を行なっている他、ロシアのモスクワやサンクトペテルブルク、ベトナムのハノイや香港などにチャーター便を使用した旅客輸送を行なっている。